# Appoigny
 Appoigny  es una población y comuna francesa que se encuentra en la región de Borgoña, departamento de Yonne, en el distrito de Auxerre y cantón de Auxerre-Nord.

## Demografía
| 1321 | 1638 | 2029 | 2625 | 2755 | 2991 |
| Para los censos de 1962 a 1999 la población legal corresponde a la población sin duplicidades (Fuente: INSEE [Consultar]) |      |      |      |      |      |